# Arecuna
Arecuna (Arekuna) je sjeverna skupina Indijanaca Pemon, caribske jezične porodice iz Gvajane na rijeci Kamarang. Izvorna lokacija Arecuna bila je u Venezueli, na rijekama Caroni i Paragua. Nakon 1770. španjolske kapucinske misije uz pomoć kolonijalnih vlasti počele su prisilno raseljavati autohtone skupine na misije u dolini Orinoca. Grupe Arecuna, kako bi izbjegle ovaj proces, izbjegle su u Gvajanu i osnovali naselja uz rijeke Mazaruni i Cuyuni. Na području Venezuele u nacionalnom parku Canaina, ostala je još jedna manja skupina Pemona iz plemena Camaracoto. Poznati su po svojim puhaljkama. Žive od lova i ribolova.